# Marcel Odenbach
Marcel Odenbach (nacido en Colonia en 1953) es un videoartista, escultor y fotógrafo alemán contemporáneo. Junto con Ulrike Rosenbach y Klaus vom Bruch, es uno de los videoartistas alemanes más establecidos internacionalmente.

## Vida
Estudió arquitectura, historia del arte y semiótica en Colonia entre 1974-79. En los setenta, formaron el grupo de producción ATV. A finales de esa década, comenzó a usar vídeos, cintas instalaciones, performances y dibujos para probar la identidad cultural de su Alemania natal. 
Odenbach fue profesor de arte de los nuevos medios en la Universidad de Arte y Diseño de Karlsruhe entre 1992–98. Vive actualmente y trabaja en Colonia.

## Obra
Las obras de Odenbach paradigmáticamente critican las condiciones específicas de la sociedad alemana por la que él normalmente encuentra títulos literarios referentes a dichos tradicionales. Su ambivalencia respecto a la historia cultural se muestra en obras como «Haz un puño en el bolsillo», una expresión alemana que significa ocultar el enfado de uno. Algunas obras de vídeo suyas son:
- 1976-77: Las eternamente creativas manos o para todos los historiadores de arte (vídeo, 4 minutos)
- 1977-78: Permanecer de buen humor (vídeo, 13 minutos)
- 1983: Die Distanz zwischen mir und meinen Verlusten
- 1984: Hago el test del dolor
- 1986: Como si los recuerdos pudieran engañarme
- 1986: En la visión periférica del testigo
- 1987: (Srecan Susret) Die gluckliche Begegnung (traducción: El encuentro feliz, vídeo, 6 minutos)
- 1994: Haz un puño en el bolsillo
- 1995: Vom Kommen und vom Gehen (Ir y venir)
- 1995: Estar de pie no es caerse
- 1997-98: La consumacón de mi propia crítica (vídeo, DVD, monitor, silla)